# Dudley Maurice Newitt
Dudley Maurice Newitt, britanski kemični inženir, * 28. april 1894, London, † 14. marec 1980, Farnham.
Med drugo svetovno vojno je bil znanstveni direktor SOE; na tem položaju je skrbel za razvoj tehnologije za sabotaže in vohunstvo.

## Nagrade
- Rumfordova medalja (1962)